# Batalla de Stralsund (1809)
La batalla de Stralsund del 31 de mayo de 1809 fue una batalla durante la guerra de la Quinta Coalición, parte de las guerras napoleónicas, entre los freikorps de Ferdinand von Schill y las fuerzas napoleónicas en Stralsund. Los freikorps fueron derrotados en una sangrienta lucha en las calles de la ciudad, y Schill murió en el combate.

## Preludio
Stralsund, un puerto del mar Báltico en la Pomerania Sueca, se rindió ante Francia luego del sitio de 1807 durante la guerra de la Cuarta Coalición. Durante esta guerra, el capitán prusiano Ferdinand von Schill se destacó por cortar las líneas de suministros francesas usando tácticas de guerrilla en 1806. En 1807, organizó unos freikorps (lit. "cuerpos libres") y luchó en forma exitosa contra los franceses en lo que pretendía sea una insurrección patriótica. Cuando sus cuerpos se desbandaron luego de la Paz de Tilsit el 9 de julio de 1807, Schill fue promovido al rango de mayor, condecorado con la Pour le Mérite, y se convirtió en un héroe de la resistencia alemana y los movimientos patrióticos.

En enero y febrero de 1809, la resistencia alemana en Westphalia (en ese entonces bajo ocupación francesa) invitó a Schill a que lidere una insurrección. Aceptó en abril y escribió una proclamación que fue interceptada por los franceses. Partió desde Berlín el 27 de abril cuando fue amenazado con ser arrestado. Con un freikorps de 100 húsares, Schill se dirigió hacia el suroeste a Westphalia para agitar la rebelión antifrancesa, pero noticias de la victoria francesa en la batalla de Ratisbona le hicieron cambiar sus planes. Schill luego se dirigió hacia el norte para asegurar un puerto, esperando poder recibir apoyo de la armada británica.

## Batalla

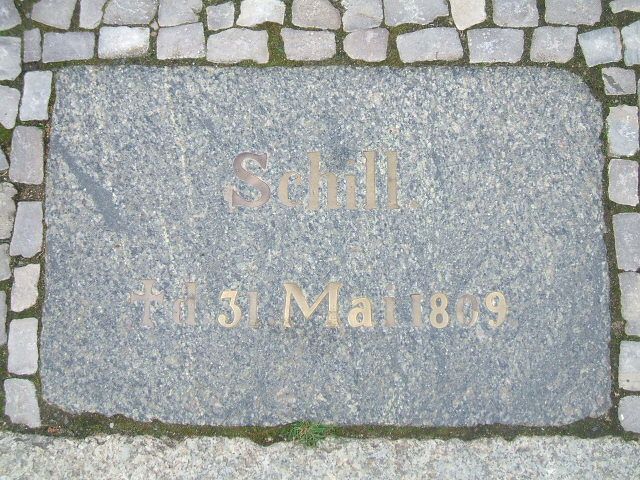
Placa en el lugar de la muerte de Schill en Stralsund.

Schill entró a Stralsund el 25 de mayo con 2.000 hombres. Los freikorps fueron seguidos por una fuerza de 6.000 daneses, alemanes de Holstein, neerlandeses y franceses (al mando), quienes se enfrentaron a Schill el 31 de mayo dentro de la ciudad.
Los auxiliares neerlandeses, aproximadamente 4.000 soldados, eran comandados por Pierre Guilaume Gratien, mientras que los 1.500 soldados daneses se encontraban bajo el mando de Johann von Ewald. Las fuerzas neerlandesas de Garnier incluían a la 6.ª y 9.ª de infantería, la 2.ª de coraceros y dos baterías de artillería. Entraron el pueblo luego de asaltar la puerta Tribseer Tor, y se enfrentaron con los freikorps de Schill en las calles de la ciudad.  Schill murió, y los sobrevivientes de sus freikorps se dispersaron o fueron capturados.

## Consecuencias

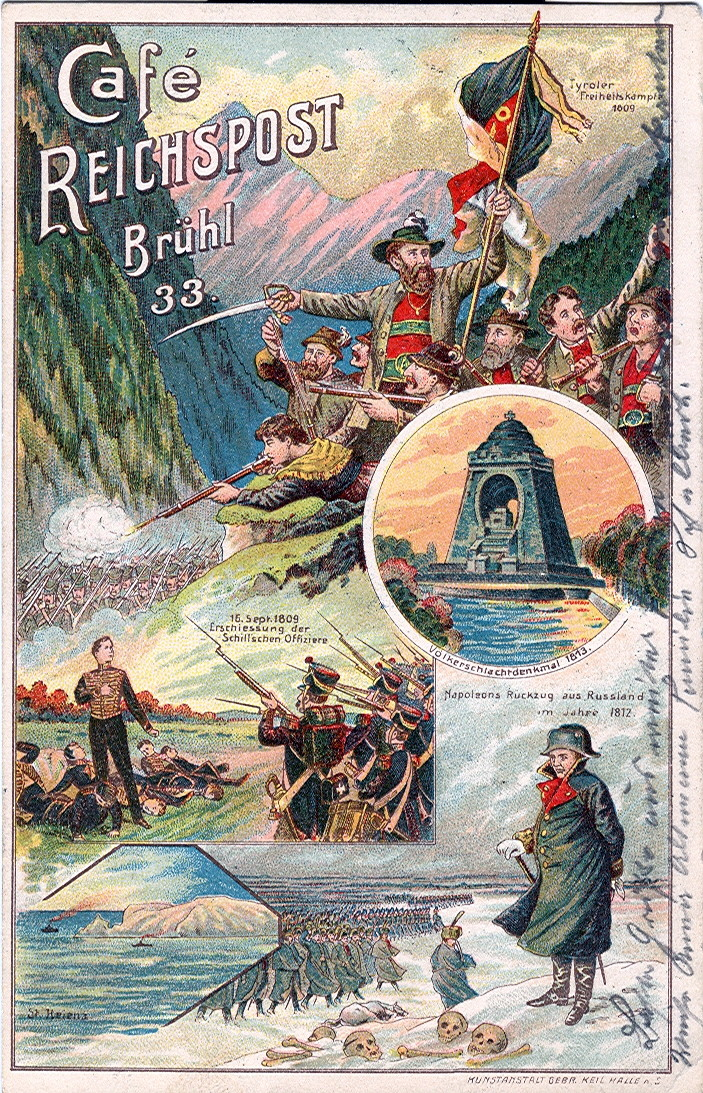
Postal que muestra, entre otras cosas, la ejecución de los oficiales de Schill (centro izquierda).

Once de los oficiales de Schill fueron llevados a Brunswick, y luego ejecutados en Wesel bajo órdenes de Napoleón. Más de quinientos de los hombres de Schill fueron encarcelados. La cabeza de Schill fue enviada a los Países Bajos para que sea exhibida en la biblioteca pública de Leyden, y solo fue en 1837 que la cabeza fue enterrada en Brunswick.
Schill no estaba solo en sus planes para promover una resurrección de los prusianos contra la ocupación francesa. Otros importantes conspiradores fueron Federico Guillermo, Duque de Brunswick y Kasper von Dörnberg. Todos ellos vieron la resistencia austríaca y la posterior guerra de la Quinta Coalición como una oportunidad de expulsar a Napoleón Bonaparte de norte de Alemania. Francia, sin embargo, resultó ser el lado más fuerte, y la derrota de Schill en las calles de Stralsund puso un fin definitivo a todos los planes de un levantamiento popular.